# Kazdangas pagasts
Kazdangas pagasts er en territorial enhed i Aizputes novads i Letland. Pagasten havde 1.511 indbyggere i 2010 og 928 indbyggere i 2016 og omfatter et areal på 133,90 kvadratkilometer. Hovedbyen i pagasten er Kazdanga.